# Quốc kỳ Bolivia

Cờ hiệu hải quân. Tỉ lệ: 2:3

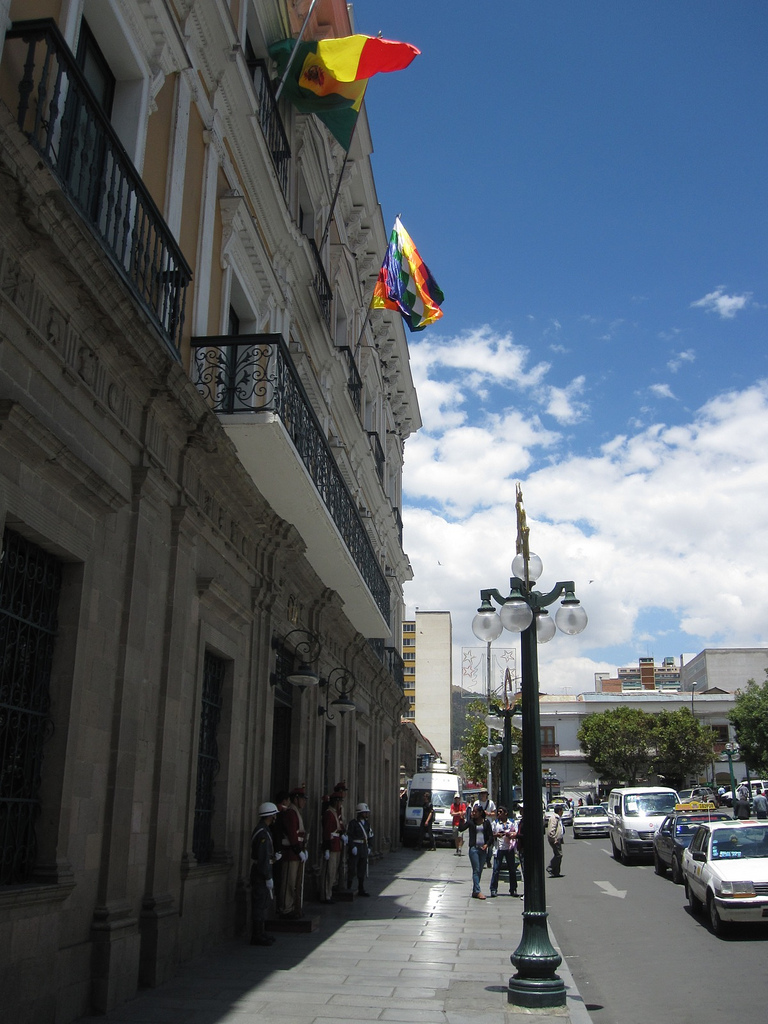
Wiphala và quốc kỳ tại dinh tổng thống ở La Paz.

Quốc kỳ Bolivia (tiếng Tây Ban Nha: Bandera de Bolivia; tiếng Aymara: Wuliwya wiphala) được sử dụng chính thức từ năm 1851. Cờ chính phủ và cờ hiệu (cũng như cờ chiến tranh) là một lá cờ ba màu ngang gồm đỏ, vàng và xanh lá cây với quốc huy ở chính giữa. Theo một nguồn thì màu đỏ tượng trưng cho những chiến sĩ dũng cảm của Bolivia, trong khi đó màu xanh là biểu tượng của đất đai màu mỡ và màu vàng tượng trưng cho nguồn tài nguyên khoáng sản của đất nước .
Theo Hiến pháp Bolivia được sửa đổi năm 2009, Wiphala cũng được xem như là một biểu tượng quốc gia của Bolivia (cùng với quốc kỳ, quốc ca, quốc huy, phù hiệu trên mũ, hoa kantuta và hoa patujú) .
Mặc dù đất nước không có biển, Bolivia vẫn có cờ hiệu hải quân do các tàu hải quân trên sông hồ sử dụng. Nó có nền xanh với quốc kỳ ở góc trên bên trái, với 9 ngôi sao vàng bao quanh và một ngôi sao vàng lớn hơn nằm góc dưới bên phải. Chín ngôi sao nhỏ tượng trưng cho chín khu ở Bolivia, còn ngôi sao lớn tượng trưng cho quyền sở hữu biển của quốc gia này (quốc gia này đã mất vùng đất ven biển vào tay Chile sau cuộc chiến Thái Bình Dương năm  1884).

## Miêu tả

### Thiết kế và kích thước
Quốc kỳ là một hình chữ nhật gồm ba dải ngang ba màu đỏ, vàng và xanh lá cây từ trên xuống, với tỉ lệ 1:1:1 .
Kích thước của lá cờ không được đề cập khi nó ra đời năm 1851. Sắc lệnh Tối cao năm 2004 mới quy định tỉ lệ của lá cờ là 7,5 ô vuông chiều ngang và 11 ô vuông chiều dọc với kích thước ô vuông bất kì. Như vậy tỉ lệ quốc kỳ là 15:22.

### Màu sắc và biểu tượng
Miêu tả và ý nghĩa của quốc kỳ Bolivia được chính phủ của tổng thống Gregorio Pacheco đưa ra lần đầu tiên trong Sắc lệnh Tối cao năm 1888.
- Đỏ: tượng trưng cho máu của những anh hùng đã đổ cho sự ra đời và duy trì của nước Cộng hoà
- Vàng: tượng trưng cho sự thịnh vượng và tài nguyên của đất nước
- Xanh lá: tượng trưng cho thiên nhiên phong phú và hy vọng, nguồn gốc của xã hội Bolivia

Màu sắc chính xác của quốc kỳ Bolivia được quy định trong Sắc lệnh Tối cao 2004:
| Mô hình màu   | Đỏ             | Vàng          | Xanh lá         |
| ------------- | -------------- | ------------- | --------------- |
| Pantone       | 485            | 116           | 356             |
| RGB           | 213-43-30      | 252-209-22    | 0-121-52        |
| CMYK          | C0-M80-Y86-K16 | C0-M17-Y91-K0 | C100-M0-Y57-K53 |
| Số hexa (RGB) | #D52B1E        | #FCD116       | #007934         |

Ba màu này cũng xuất hiện trong Wiphala. Wiphala cũng có trong lực lượng Không quân Bolivia như trên phi cơ Dassault Falcon 900 EX . Wiphala cũng xuất hiện ở các trụ sở chính phủ như dinh Tổng thống và toà nhà Quốc hội cùng với quốc kỳ kể từ sau khi ban hành Hiến pháp 2009 .

## Các lá cờ trong lịch sử

Cờ Wiphala của vùng Qulla Suyu (người Inca, cho đến 2009)
Bandera Menor (Cờ dân sự) (1825–1826)
Bandera Mayor (Cờ chính phủ) (1825–1826)
Bandera Menor (Cờ dân sự) (1826–1851)
Bandera Mayor (Cờ chính phủ) (1826–1851)
Cờ lực lượng vũ trang (đến 2010).  Tỉ lệ: 15:22

## Sự tương tự với các quốc kỳ khác
Với một vài khác biệt nhỏ về kích thước và màu sắc, quốc kỳ Bolivia tương tự như quốc kỳ Ghana nếu bỏ đi ngôi sao đen. Quốc kỳ Bolivia cũng tương tự như quốc kỳ Ethiopia với cùng sọc ngang và màu sắc, chỉ khác thứ tự dải màu.